# 第一次共産党 (日本)
第一次共産党（だいいちじきょうさんとう）は、1921年（大正10年）4月ないし翌1922年（大正11年）7月に創立されたのち、1924年（大正13年）3月頃に解散されるまでの、非合法組織時代の日本共産党を指す呼称である。この時期の共産党は政党というよりも、複数の思想団体の集合体であった。

## 概要
当時は非合法な秘密結社であり、公認された政党でないどころか、その実体は、革命への使命感と鉄の規律をもった強固な党員組織などと言える代物ではなかった。まだ少人数のサークル的な性格を留めており、複数の思想団体の寄せ集めに過ぎなかった。
1921年4月、堺利彦・山川均・近藤栄蔵・橋浦時雄・高津正道らが東京で「日本共産党準備会」（「コミンテルン日本支部準備会」）を発足。
1922年7月15日、「社会主義研究」に影響を受けた堺、山川、近藤ら8名が渋谷の高瀬清の間借り部屋に集まり、非合法（治安警察法違反）の党として日本共産党（「第一次共産党」）を創立。当時のメンバーは、堺・山川・荒畑寒村・渡辺政之輔・徳田球一・佐野学・鍋山貞親・野坂参三らである。同年11月のコミンテルン第4回大会に日本共産党代表を派遣し、「コミンテルン日本支部」として正式に承認されたが、1923年6月に一斉検挙にあい、荒畑を除く党指導部の全員の意思により1924年2月までに解党した。
これまで散在していた60人前後のコミュニストによる諸サークルの連合体といった存在で、のちのように細胞を基礎とした中央集権的な組織ではなかった。しかし、リーダーの住所から、大森細胞（山川グループ）、麹町細胞（堺グループ）などと呼ばれたりする組織があった。そして、堺、山川、荒畑など、明治からの社会主義者のもとで、中核をなしたのが、新人会や建設者同盟、暁民会などの学生運動出身者であった。たとえば、山川系の水曜会を基礎につくられたいわゆる大森細胞には建設者同盟の田所輝明が参加した。また暁民会系の人脈は第1次共産党の大きな基礎となったが、そのうち浦田武雄は『農民運動』グループの細胞の中心であり、これには建設者同盟の稲村隆一が参加した。このほか建設者同盟からは浅沼稲次郎、森崎源吉も第1次共産党のメンバーとなっている。
総同盟の中にも共産党グループがあったのは確かなようで、新人会の赤松克麿、野坂参三がその中心であった。このほか新人会系では、のちの再建共産党の中心人物になる佐野学や、関西からは小岩井浄が加わっている。

## 歴史

### 背景
1917年（大正6年）にロシア帝国で共産主義革命が起き（ロシア革命）、世界革命を目指すロシア共産党（ボリシェヴィキ）（→ソビエト連邦：ソビエト連邦共産党）は1919年（大正8年）にコミンテルン（共産主義インターナショナル、第3インター）を成立させ、ロシア革命に狂喜する各国の運動家や運動団体にはたらきかけ、各国に支部を作っていった。当時の日本には、大逆事件など明治期の弾圧の結果、一握りの社会主義者しか残っておらず、それも厳格な監視のもとにあった。ロシア革命の影響を受け、日本においても従来の社会主義者に加えて、若手の社会主義運動家たちの間で社会主義革命をめざす党を結成しようとする動きが起こり、共産党を結成しようとする運動が活発化する。

### 創立
アメリカで社会主義活動をしていた近藤栄蔵は、1918年（大正7年）に日本で勃発した米騒動のニュースを聞いて、日本で共産党を結成して革命を遂行しようと決意、1919年（大正8年）に帰国して、堺利彦・山川均・荒畑寒村ら、明治以来の古くからの社会主義者と連絡を取り合うようになる。1920年（大正9年）10月にはコミンテルンの使者が接触した。コミンテルンは、堺や山川に、極東における社会主義者の国際組織をつくるために上海に行くことを希望した。しかし大逆事件の記憶もあって、彼らは慎重に判断し、それに応じなかった。
そこで無政府主義者の大杉栄が上海に行くことになった。大杉は極東社会主義者同盟の設立に賛成はしなかったが、通信連絡委員会をつくることには同意した。若干の資金を受け取って帰国した大杉は、1921年1月、近藤らと週刊『労働運動』を創刊した。さらに近藤が、大杉との関係から上海に行くことになった。1921年5月のことである。近藤は運動資金など6500円を受け取って帰国した。近藤は帰国後、暁民会のメンバーを中心として「日本共産党」を称して活動中、近藤自身は11月に、続いて12月にこの暁民共産党は一斉検挙にあって、暁民会を中心とする運動は中断した（暁民共産党事件）。
かたや1921年（大正10年）4月、堺・山川・近藤・橋浦時雄・渡辺満三・高津正道らが東京・大森駅近くで会合し、「日本共産党準備委員会」（「コミンテルン日本支部準備会」）を秘密裡に発足させた。
同年10月にコミンテルンから張太雷が来日し、堺、山川、近藤らと連絡して、翌11年1月から開かれる極東民族大会（モスクワ）への日本からの代表派遣を要請する。この要請に応える形で翌1922年1～2月の「極東諸民族大会」に他の社会主義者、アナーキスト（無政府主義者）のグループと共に日本代表（7名、内アナキスト5名）を派遣した。これには、もと暁民会の高瀬清、水曜会の徳田球一らが参加している。同会議にて日本代表はコミンテルンより日本共産党創設の指導と活動資金を受け、スターリンらから日本における共産主義運動についての指示を受けて帰国し、日本支部準備会に報告、帰国後は党創設準備を開始した。
1922年（大正11年）7月15日、東京府豊多摩郡渋谷町（現在の渋谷区恵比寿）の高瀬清の下宿にて堺・山川・近藤・吉川守圀・橋浦・浦田武雄・渡辺・高瀬の8名が会合をもち、非合法（治安警察法違反）に日本共産党を結成した。当時の党員数は100名余と言われる。委員長を堺とし、堺、山川、荒畑寒村、近藤、高津、橋浦、徳田球一の7名を中央委員に選出した。現在の日本共産党はこの会合を創立大会（第1回党大会）とし、この日付を創立記念日としている。
この直後、山川は『前衛』の1922年8月号に、「無産階級運動の方向転換」という有名な論文を書いた。それは、タイトルのとおり、「一握りの自己満足的な運動ではなく、大衆の中へ入っていくことが必要だ」というものであった（山川イズム）。

### 第2回党大会と臨時党大会
創立されたばかりの共産党は、1922年11月のコミンテルン第4回大会に代表2名を派遣して党の結成を報告、「コミンテルン日本支部」として承認された。翌1923年2月、千葉県市川市の料亭で第2回党大会を開き、コミンテルンの標準規約を基にした党規約を決定した。同年3月、北豊島郡石神井村（現・練馬区石神井）で臨時党大会（石神井会議）を開催し、ブハーリンが起草した「党綱領草案」（ブハーリン綱領草案）を検討したが、「君主制廃止（日本における皇室・天皇制廃止）」のスローガンが含まれていたため一致に至らず、綱領は決定されなかった。問題になった「君主制の廃止（天皇制廃止論）」に対し、古い社会主義者たちは、強く反対したのである。その結果、コミンテルンへはブハーリン綱領を採択したように報告し、内部的にはどこにも載せないことにした（「22年テーゼ」。この時点においては作成されていなかったとする見解もある）。
これ以降も、共産党は戦前・戦中の非合法政党時代に自己が作成した綱領を持つことはなく、27年テーゼ・32年テーゼなどのコミンテルン決議が綱領として位置づけられた。
折りしも1922年に政府は「過激社会運動取締法」「労働組合法」「小作争議調停法」の制定を進めていた（3法案とも成立せず）ため、共産党は1923年6月の一斉検挙まで労働組合、民主団体の3法案反対運動への組織化に取り組んだとされる。また、党の大衆組織として青年組織である「日本共産青年同盟」（共青）と労働者組織の「レフト」もこの時期結成させた。

### 一斉検挙から解党へ
しかし、結党から1年足らずで共産党は一斉検挙を受けることになる。
佐野学の隠匿党内文書の発見に端を発して、堺利彦・荒畑寒村ら主要党員が検挙される第一次共産党事件が起きた。共産党もこの一斉検挙を事前に察知したため、佐野、高津、近藤など幹部5名を中国へ亡命させることに成功した。起訴された主要幹部は、当初は全員黙秘の方針をとっていたが、1923年（大正12年）9月の関東大震災時の亀戸事件により左派の労働運動活動家の川合義虎（共青委員長）・平澤計七らが殺害されたことで、法廷にて「宣伝」を口実に自供を開始。大審院まで争ったが1926年8月4日、起訴された29人のうち27人の有罪が確定し禁錮10ヵ月以下の刑を受けた。加えて堺・山川らを中心に共産党結党は時期尚早だったという理由で解党論が高まった。
1924年（大正13年）3月に東京府荏原郡森ヶ崎（現・東京都大田区大森南）の森ヶ崎鉱泉の温泉宿にて、佐野文夫、荒畑勝三、徳田球一、野坂参三らが会議し、党の解体が決定されると同時に、その為のビューロー（残務整理委員会）を設置（森ヶ崎会議）。この1924年2月から3月の会合にて、荒畑を除くほとんどの幹部がこの提案に同意し、「解散声明」を決議。第一次共産党はいったん解散した。
その後、コミンテルンは第5回大会に出席した佐野学・近藤栄蔵に対して党再建の指示を出し、帰国した佐野を中心に1925年夏に「再建ビューロー」が結成、これを基盤にして1926年（大正15年）12月には「第3回党大会」が開催、共産党は再建された（第二次共産党）。日本共産党再建に参加しなかった堺利彦、山川均、荒畑寒村らは、再建された共産党との論争激化後、1927年に『労農』を創刊、いわゆる労農派を形成した。